# Islanders d'Hawaï
Les Islanders d'Hawaï (en anglais : Hawaii Islanders) sont une ancienne franchise américaine de ligue mineure de baseball qui opéra en Pacific Coast League de 1961 à 1987 en remportant deux fois le titre.
Les Islanders furent successivement affiliés aux Athletics de Kansas City (1961), Angels de Los Angeles (1962-1964), Senators de Washington (1965-1967), White Sox de Chicago (1968), Angels de la Californie (1969-1970), Padres de San Diego (1971-1982) Pirates de Pittsburgh (1983-1986) et White Sox de Chicago (1987).
La franchise fut déménagée à Colorado Springs durant l'hiver 1987-1988 pour former les Colorado Springs Sky Sox.

## Palmarès
- Champion de la Pacific Coast League (AAA) : 1975, 1976